# Tổ sư
Tổ sư (zh. 祖師, ja. soshi) thường được hiểu là những vị Tổ trong Thiền tông. Tổ sư là những Đại sư đã thấu hiểu Phật pháp, đã được truyền tâm ấn qua cách "Dĩ tâm truyền tâm" và truyền lại cho những Pháp tự. Biểu tượng của việc "Truyền tâm ấn" là pháp y và Bát, gọi ngắn là "y bát". Theo truyền thuyết, 28 vị Tổ sư Ấn Độ kế thừa nhau sau Phật Thích-ca để truyền bá Thiền tông và Bồ-đề-đạt-ma—vị Tổ thứ 28 tại đây—được xem là Tổ thứ nhất của Thiền Trung Quốc.
Vị Tổ thứ 6 tại Trung Quốc là Huệ Năng không chính thức truyền y bát lại cho ai và vì vậy, biểu tượng này và với nó là danh hiệu Tổ sư thất truyền. Nhưng Huệ Năng lại có năm vị đệ tử đắc pháp xuất sắc—được thời nhân gọi là Ngũ đại tông tượng—là những vị đã khai sáng và phát triển nhiều nhánh thiền quan trọng.
Năm vị Đại Thiền sư được tôn là Ngũ đại tông tượng của Lục tổ: 
1. Thanh Nguyên Hành Tư
2. Nam Nhạc Hoài Nhượng
3. Nam Dương Huệ Trung
4. Vĩnh Gia Huyền Giác
5. Hà Trạch Thần Hội.

Trong những nhánh thiền này (xem Ngũ gia thất tông), những vị Thiền sư xuất sắc được các tăng ni cũng như giới Cư sĩ tôn sùng và gọi là Tổ sư.